# Polarnatt

Karakteristisk polarnatt (blå skymning) i Longyearbyen i Svalbard, Norge, 78°N

Polarnatt eller midvintermörker innebär att solen aldrig går upp under dygnet; det vill säga att den befinner sig under horisonten under hela dygnet. Under polarnatten är solen nere även mitt på dagen, vilket kallas middagsmörker.  Polarnatt förekommer närmast polarområdena, det vill säga norr om norra polcirkeln och söder om södra polcirkeln.
Vid Nordpolen varar polarnatten från höstdagjämning till vårdagjämning. Strax norr om norra polcirkeln varar polarnatten några dagar kring vintersolståndet. Här är dock solen så nära under horisonten att det rör sig om skymnings/gryningsljus mitt på dagen. Man måste komma norr om ungefär 72:a breddgraden för att det ska upplevas som mörkt mitt på dagen.
I södra polarområdet råder motsvarande förhållanden, men under motsatt halvår och med maximal utsträckning vid norra halvklotets sommarsolstånd (som inträffar under södra halvklotets vinter).
Polardag och midnattssol är motsatser till polarnatt och middagsmörker.

## Bildgalleri

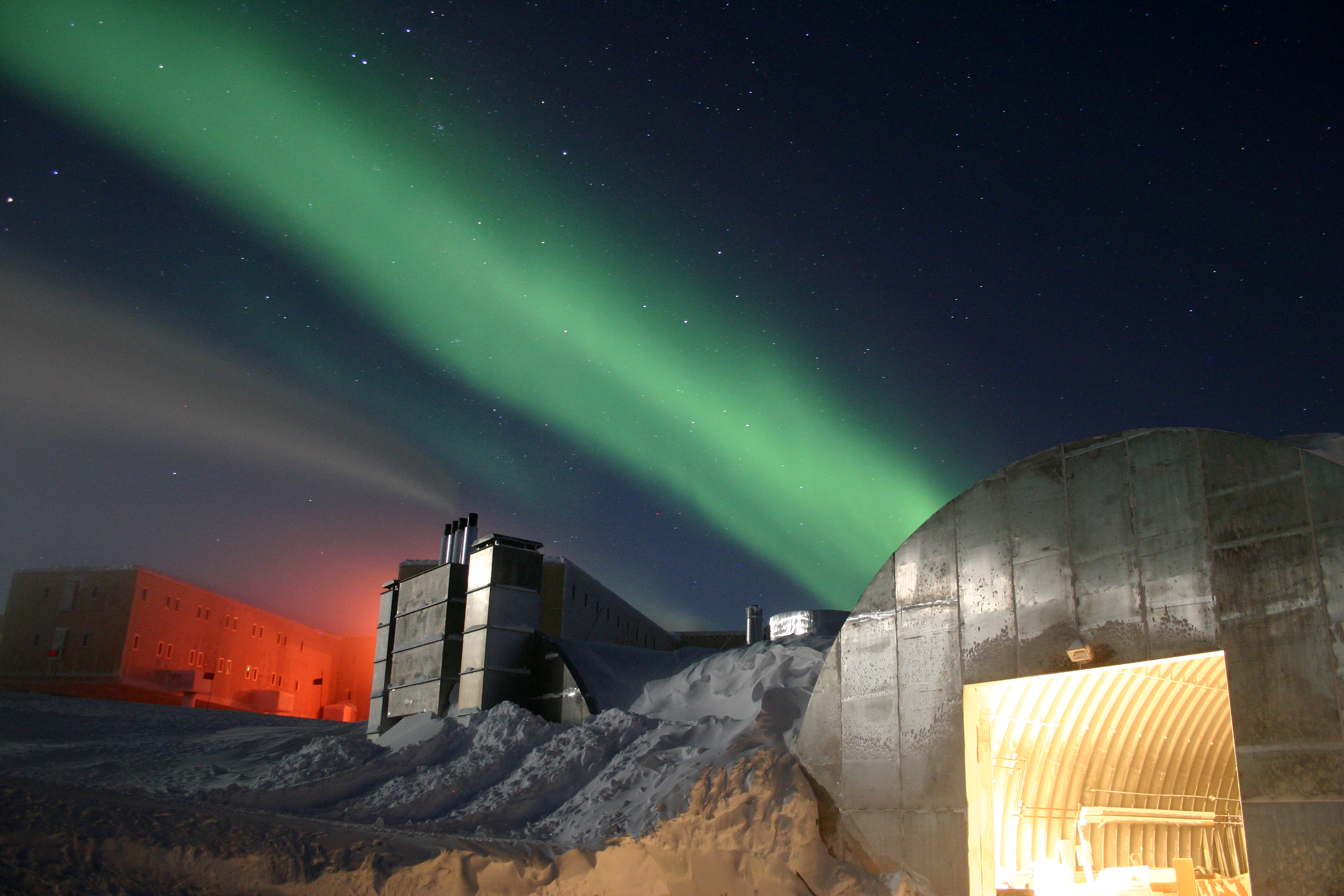
Polarnatt vid Amundsen–Scott-basen på Antarktis.
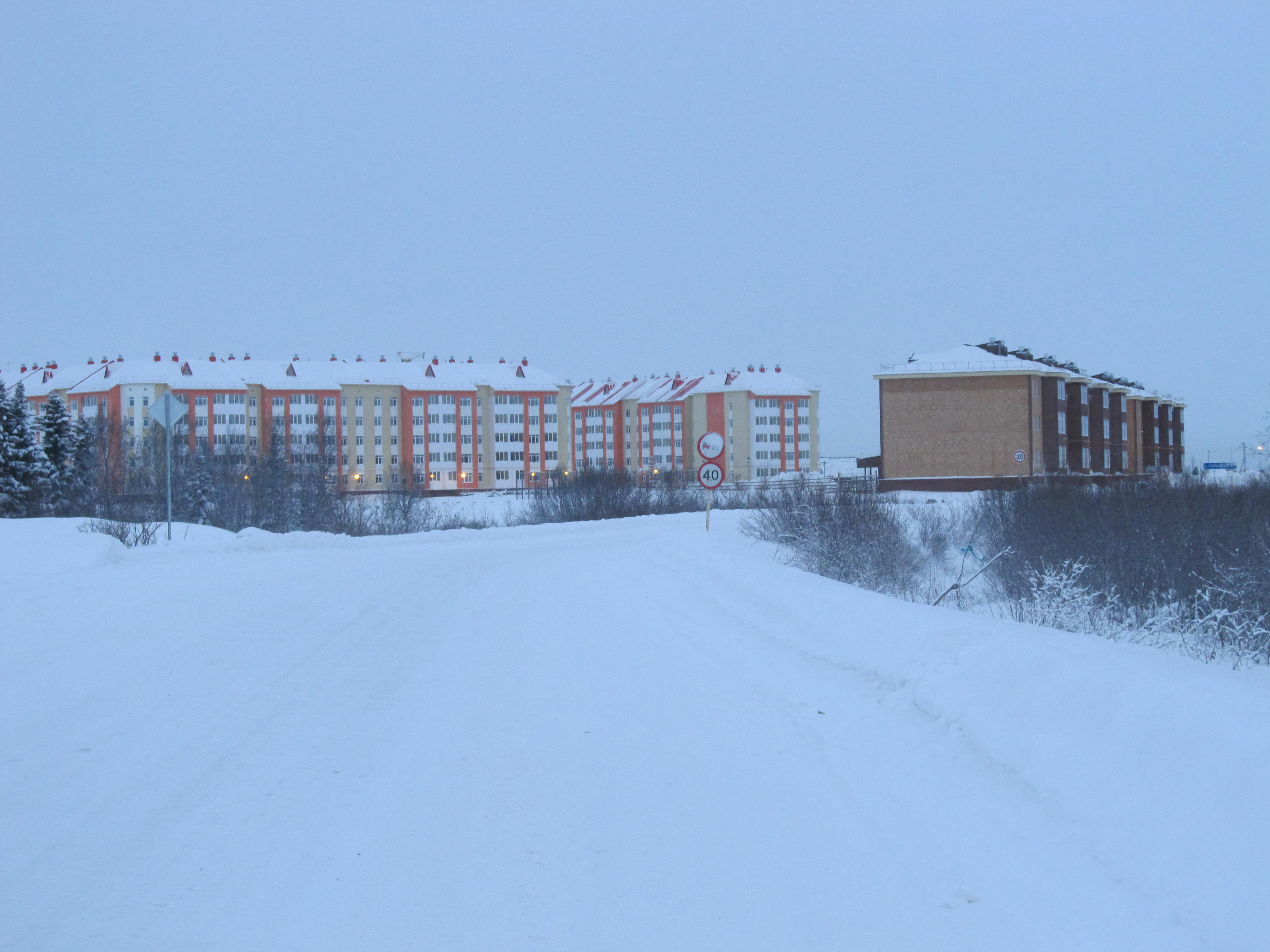
Polarnatt i Narjan-Mar i Ryssland den 23 december 2014, 11:27 (67° nord).
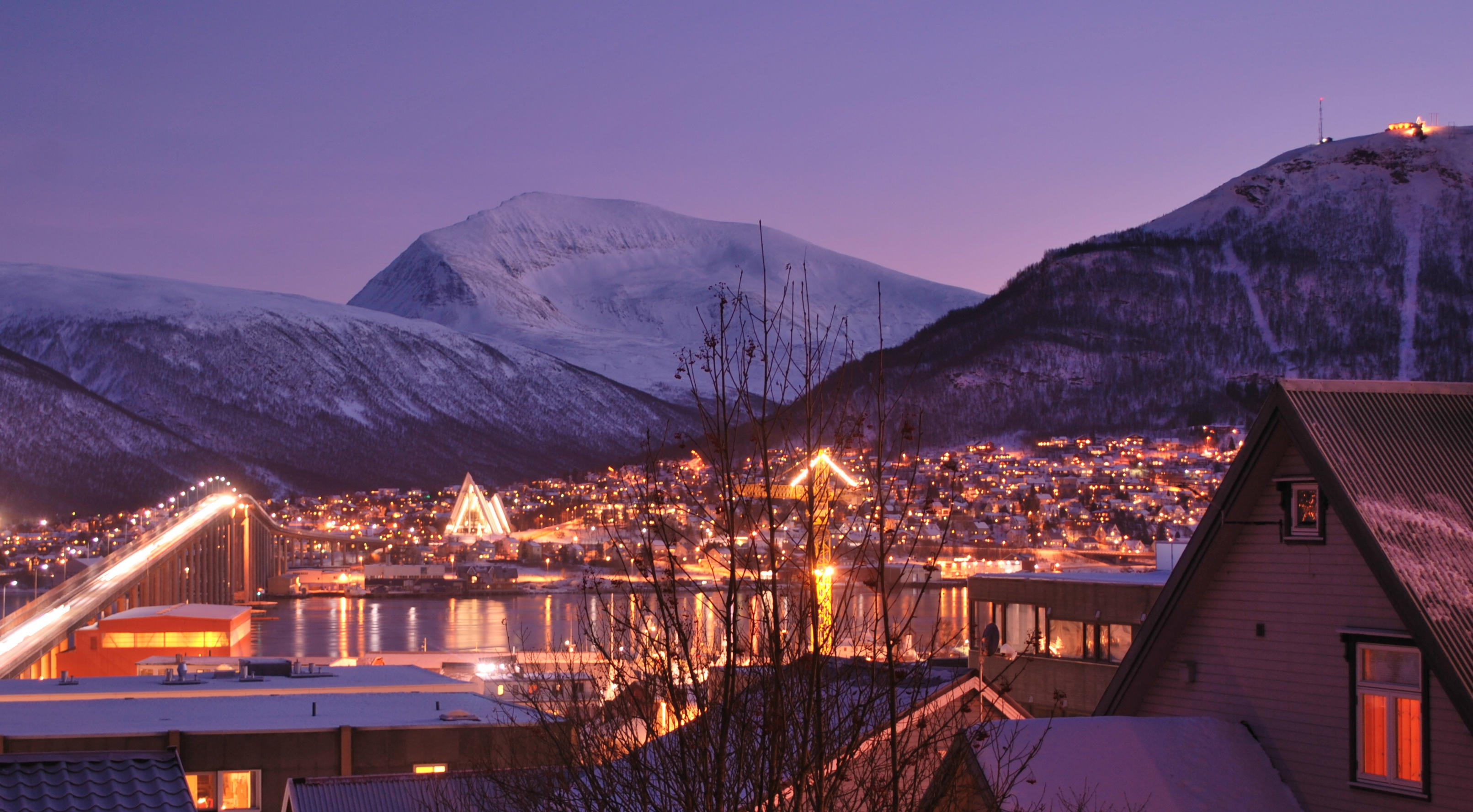
Tromsø i Norge (69 breddgraden), kl. 14 i december.
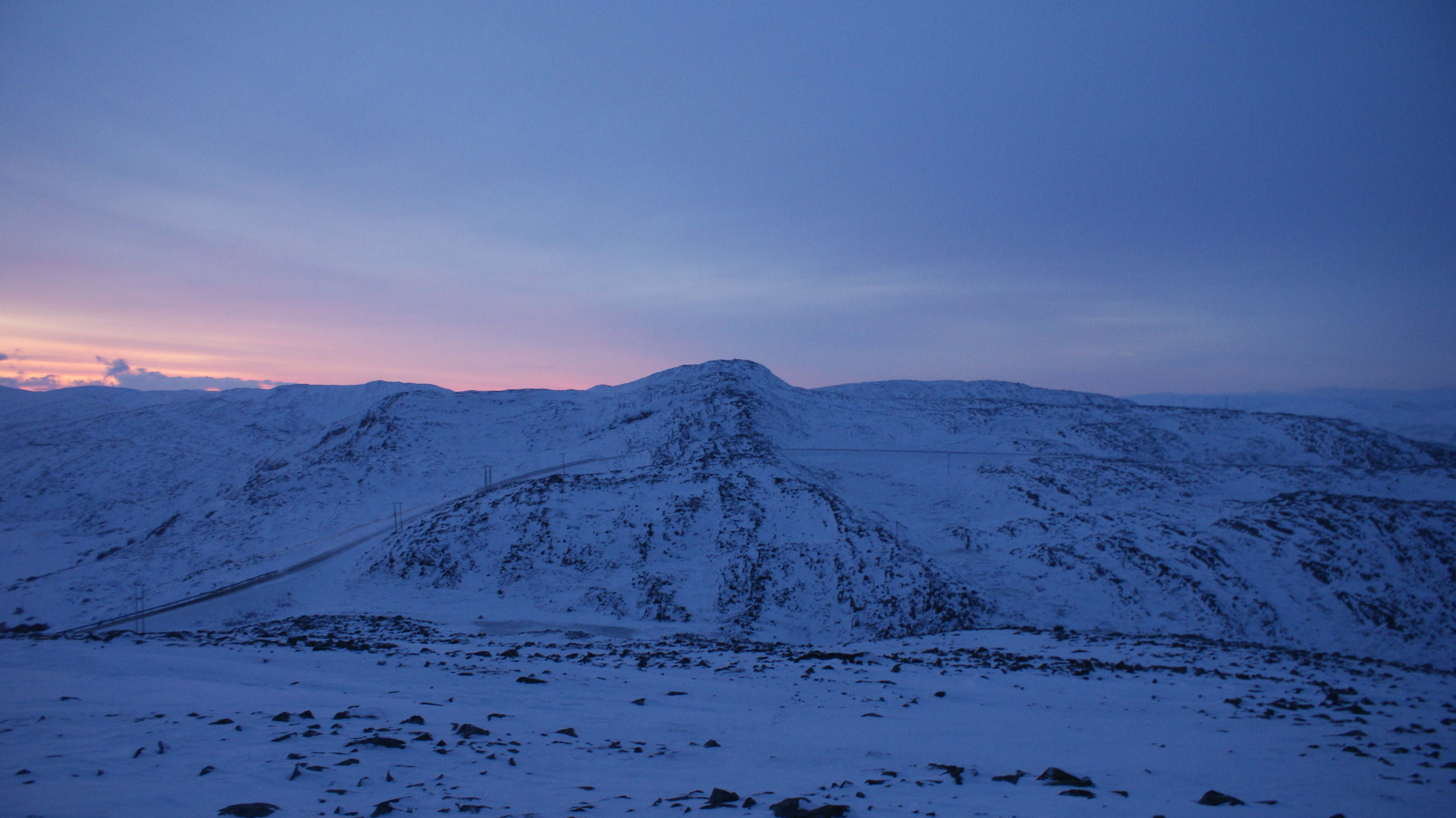
Polarnatt i Nordkinnhalvøya, det europeiska fastlandets nordligaste halvö.
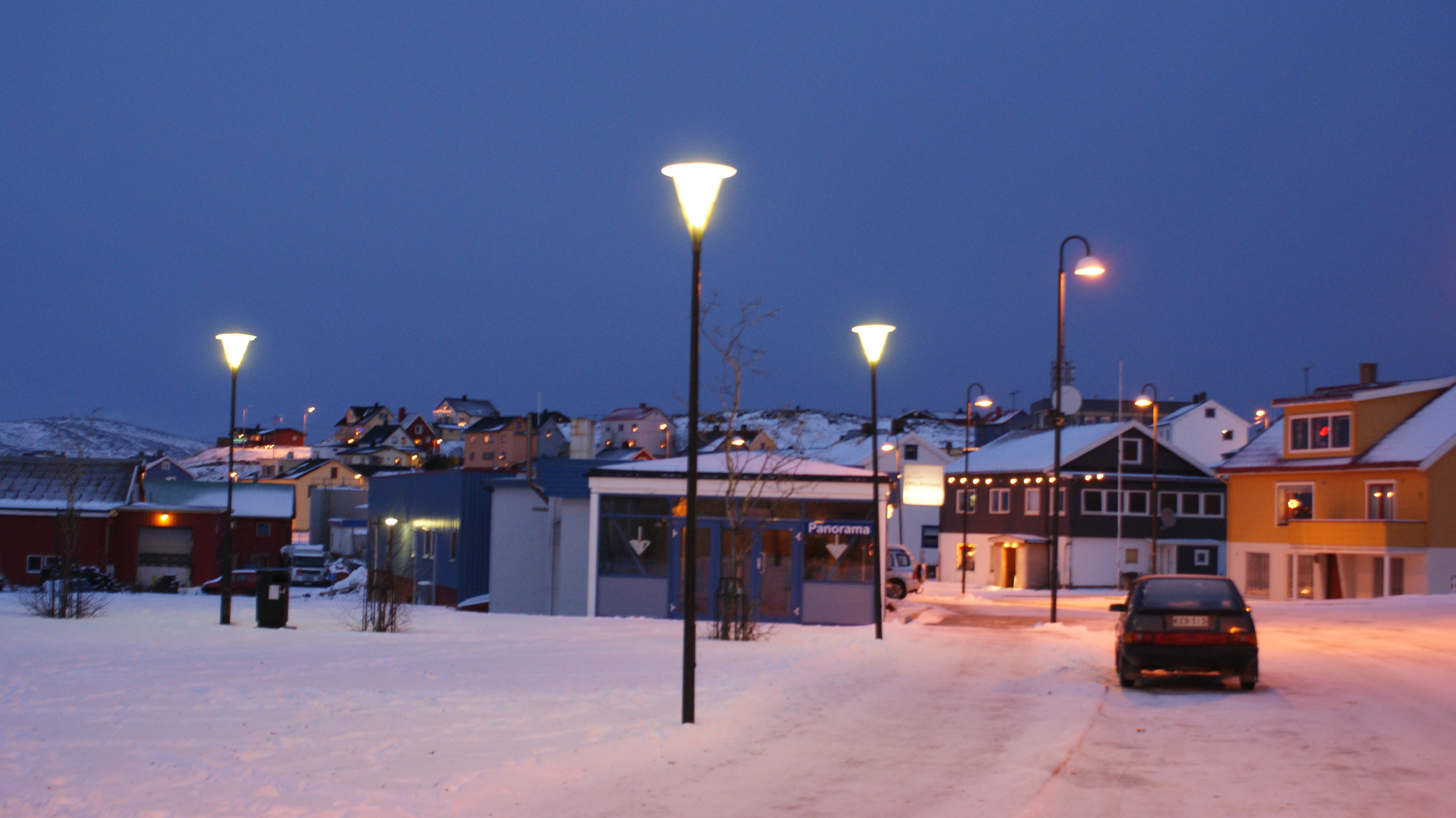
Polarnatt i Mehamn i Gamvik i Norge.
Polarnatt i Adventdalen i Svalbard i Norge.